# Harry Colt

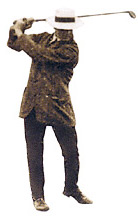
Colt in 1907

Harry Shapland Colt (1869 - 1951) was een Brits advocaat en architect van golfbanen, en medeoprichter van de firma Colt, die toen bestond uit hemzelf en de golfbaanarchitecten Charles Hugh Alison en John S.F. Morrison.
Als golfer had Colt een scratch handicap.

## Beroemde banen
In totaal heeft Colt meer dan honderd banen ontworpen en gerenoveerd, onder meer:
| België - Royal Zoute Golf Club Duitsland - Hamburger Golf Club, 1930 Canada - Toronto Golf Club Frankrijk - Golf de Saint Germain - Golf de Mandelieu - Golf du Touquet | Nederland - Eindhovensche Golf - Koninklijke Haagsche G&CC - Hilversumsche Golf Club - Kennemer Golf & Country Club (B&C holes) - Golfclub de Dommel - Noordwijkse Golfclub (tweede 9) - Utrechtse Golfclub De Pan | Groot-Brittannië - Denham Golf Club, Engeland - Muirfield Golf Links, Schotland - Rye Old Course, Engeland - St George's Hill Golf Club, Engeland - Sunningdale New Course, Engeland - Swingley Forest Golf Club, Engeland - The Wentworth Club, Engeland - The Canterbury Golf Club, Engeland 1927 - Royal Portrush Golf Club, Noord-Ierland |

In 1922 ontwierp hij de 100 ha grote baan van Sint-André in Oostduinkerke, België. Hij omschreef dit als zijn beste ontwerp. Deze werd echter later verkaveld om er een villawijk aan te leggen.
- Gemeinsame Normdatei: 1089123396
- International Standard Name Identifier: 0000 0001 2100 9379
- Library of Congress Control Number: n93104139
- SNAC: w6w696mx
- Système universitaire de documentation: 145374335
- Union List of Artist Names: 500286162
- Virtual International Authority File: 43519854
- WorldCat: E39PBJh4Bqhc3xhJgd4ycFRqcP